# The Circle (1925)
The Circle is een Amerikaanse dramafilm uit 1925  onder regie van Frank Borzage.

## Verhaal
Op het einde van de 19e eeuw verlaat de jonge Kitty Cheney haar man voor haar minnaar Hughie Porteous. Dertig jaar later moet de jonge Elizabeth Cheney dezelfde keuze maken tussen haar man en haar minnaar. Intussen komen Kitty en Hughie op bezoek.

## Rolverdeling
| Acteur           | Personage        |
| ---------------- | ---------------- |
| Eleanor Boardman | Elizabeth Cheney |
| Malcolm McGregor | Teddy Luton      |
| Alec B. Francis  | Clive Cheney     |
| Eugenie Besserer | Kitty Cheney     |
| George Fawcett   | Hughie Porteous  |
| Creighton Hale   | Arnold Cheney    |
| Otto Hoffman     | Dorker           |
| Eulalie Jensen   | Alice Shenstone  |
| Buddy Smith      | Jonge Arnold     |
| Joan Crawford    | Jonge Kitty      |
| Frank Braidwood  | Jonge Hughie     |
| Derek Glynne     | Jonge Clive      |